# Iulian Sebastian Filipescu
Iulian Filipescu (Slatina, 29 de març de 1974) és un exfutbolista romanès, que jugava en la posició de defensa.

## Trajectòria
Format en el modest Faur Bucureşti, el 1992 fitxa per l'Steaua de Bucarest, on serà titular durant quatre anys guanyant nombrosos títols domèstics. A mitjan temporada 96/97 marxa al Galatasaray SK turc.
Al mercat d'hivern de la temporada 99/00 fitxa pel Reial Betis. Al club andalús hi juga durant quatre temporades i mitja, sent titular en la meitat d'aquest període. Posteriorment, hi militaria al FC Zürich i al MSV Duisburg, on es retiraria el 2007.

## Selecció
Filipescu va ser internacional amb la selecció romanesa en 52 ocasions, marcant un gol en un amistós davant Xipre. Va participar en l'Eurocopa de 1996 i 2000, així com al Mundial de França de 1998.

## Títols
- Liga 1: 1992–93, 1993–94, 1994–95, 1995–96, 1996–97
- Copa de Romania: 1995-96
- Supercopa de Romania: 1993–94, 1994–95
- Superlliga de Turquia: 1997–98, 1998–99
- Copa de Turquia: 1998-99
- Super Lliga de Suïssa: 2005-06
- Copa de Suïssa: 2005